# 釐金
釐金是中國晚清及民國時的一種商業銷售稅，主要向商人和商品，按照貨品價值高下而按率徵收，有行釐與坐釐之別，最初創立是為了應付討伐太平天國的軍費開支。釐金和關稅是當時中國政府兩大重要收入來源，全國設有2,500－3,000個釐金稅卡，稅率各地不同，從10%-1%不等，晚清時每年全國稅額多達1千4百多萬至2千多萬兩，民國時則有7至8千萬元。政府嘗試在交通要道或商品產地徵收單一釐金，或從產地或大型批發商徵收釐金，執行抽釐的釐金局委員大多是候補官員或紳商，徵收方式分督撫直接監督與包稅制兩種，進口貨品則在繳交2.5%的附加關稅子口稅後，可以豁免於地方上釐金的徵收。到1931年國民政府裁釐改統，廢除釐金稅。釐金被批評為阻礙商品的流通，並鼓勵貪污中飽；但也有學者認為釐金有助擴大稅基，減輕農民負擔，是中國走向近代化的重要一環。

## 歷史

### 起源
「釐金」的命名，是因其名義上的課稅基準是「釐」，即商品價格的1%:410。釐金最初於1853年，由清朝江北大營軍務大臣雷以諴在揚州一帶開徵，1854年朝廷批准在整個江蘇省徵收:206，各地官員為了籌措軍費，亦紛紛開徵:160。到1857年，全國大部份地區都實行抽釐。當時釐金收入主要供清軍鎮壓太平天國之用，約佔軍費總開支的三份之一:206。郭嵩燾在湘軍時，依靠鄉紳開辦釐局，卓有成效。1859年郭嵩燾受命到煙台推行釐金政策，與鄉紳共同開辦釐局，卻發生商民暴動，破壞釐局的事件，結果朝廷下令禁止鄉紳管理釐局，以後任命地方官員和委員進行管理:11。

### 晚清
自1860年代起，釐金和關稅是清政府兩大主要收入來源。1860年以後，外國商人在通商口岸繳納2.5%的附加關稅，即所謂「子口稅」後，便可以免交國內的釐金:217。1861年，戶部嘗試建立制度，監督各地釐金徵收，但許多省都沒有遵照申報徵收情況:206。由於徵收釐金的稅卡太多，難以管理；大臣駱秉章和毛昶熙指出，有權徵收釐金的應是省而非縣。1864年8月，太平天國遭鎮壓後，上諭命令取消所有小稅卡，並加強管理主要稅卡，直至形勢允許加以全部取消。其後陸續有上諭宣佈下層地方官員不許徵收釐金，因此在同治後期，許多稅卡已經關閉，餘下稅卡也改善管理:207，如江蘇稅卡減為254個，浙江減為316個:167。平亂後軍費開支減少，許多人要求取消釐金，主張最力的有都御史全慶，他指出朝廷沒法控制釐金的徵收，而且隨著戰事平息，也沒有繼續徵收的必要，傳統賦稅足以提供財政收入；而廣州等地的民眾都越來越反對釐金:206。支持釐金的有曾國藩、駱秉章、毛鴻賓、郭嵩燾、劉坤一等官員，他們爭辯說釐金收入仍必不可少，只須制止其弊端而並非加以取消:207。
1876年，中英簽訂《煙台條約》，規定租界內免除釐金:149。1877年，四川總督丁寶楨在徵收食鹽釐金時，設立了官運局來負責四川和貴州的川鹽運輸。官方對鹽運的控制，使政府更容易向承購包銷的持證鹽商徵收鹽稅，並得以廢除四川和貴州境入的鹽釐局卡。為了彌補貴州省因取消徵收川鹽釐金而造成的損失，四川省將其徵收鹽釐收入的一部份，直接劃撥給貴州省。這項制度簡化了政府對川鹽釐金徵收的管理，持證鹽商銷售食鹽的成本也有所降低:223。1887年2月，戶部不滿各省督撫徵收各自境內進口鴉片釐金效率低下，決定由海關而非各省督撫來統一徵收進口鴉片的附加釐金:224。
對於所謂「土藥」的國產鴉片，戶部於1890年要求各省督撫分別寄送每一季度徵收釐金的賬簿。那些土藥釐金稅額較大的省份，如廣東、浙江和湖北等省，都服從戶部命令，上報的釐金徵收數額將被中央用於制定財政指撥計劃。1890年6月，戶部就口何提高各省土藥釐金收入，與各省督撫協商對策。沒有鴉片種植省份的督撫對此反應冷淡，他們認為對土藥徵收沉重的釐金稅不切實際，由此引發的鴉片走私販運將防不勝防。而雲南、四川等鴉片種植大省的督撫也指出，向分散經營的小農徵收高額鴉片稅幾乎是不可能的。一些督撫仍提出了增加釐金收入的方法。例如湖北省在宜昌府設立了專門的釐金局，負責管理對過境四川鴉片的釐金徵收，因為四川出產的大部份鴉片要通過宜昌運入湖北。四川總督劉秉璋還向戶部建議，取消各地設立的徵收國產鴉片釐金的釐局和釐卡，而代之以對主要鴉片生產省份的主要批發商統一徵稅，商人在繳納了這單一稅之後，毋須再在其他省份支付過境釐金。這種方法有利於集中管理土藥釐金的徵收，並獲得更多收入。戶部很快下令江蘇省試驗「土藥統捐」這種新的徵收辦法，1891年，江蘇省在鴉片主要產品的徐州成立了土藥統捐局，向商人發放許可證，對他們徵收統一的鴉片稅。在徐州繳付過這筆費用後，這些商人便不用支付任何過境稅給其他釐金徵收點，包括南京、蘇州和上海的主要釐金局:224。1895年甲午戰爭後，統一徵收土藥釐金的方法由戶部從徐州、湖北等地推廣到八個省:226。
1895年以後，清政府在艱難下嘗試對白酒、煙草和糖統一徵稅，但受制於這些產品的生產規模較少，在1910年代，從直隸、四川、吉林、奉天等白酒生產省份徵收的釐金稅，每省都不超過100萬兩白銀:227。釐金原則上屬地方稅，本來是歸於地方的稅收，清末時被中央調用，用作償還外國借款:408、59。1900年以後，中央政府將巨額庚子賠款分攤到各省，基本上失去了對釐金徵收的控制，各地的包稅制自此亦更為常見:235。

### 中華民國
中華民國初年，釐金等流通稅作為地方政府的財源，其地位僅次於田賦:382。軍閥統治時期，為了支付沉重的軍費，釐金有所劇增。如四川全省的釐金，在軍閥統治時期較清末增加了20多倍；100元的雜貨由成都運到重慶，有50多個釐金雜稅的關卡，收100多元的捐稅:117。釐金本是地方政府的財源，而削減釐金換取海關稅率提高，有助強化中央政府的財政權力，國民政府因而廢止釐金的徵收，將原先釐金部份的收入，按進口通關和貨物出廠兩個時間，在中央政府控制的地點進行徵收。1928年7月1日在上海召开国民政府第一次全国财政会议确定鹽稅、关税、常关税、烟酒税、卷烟税、煤油税、印花税、厘金、邮包税及将来的所得税、遗产税为中央所有的国税，大会通过了赋税司司长兼代理盐务处长贾士毅提出的先将厘金收归中央、待时机成熟再行裁撤，以及刘大钧提议设立并通过《裁厘委员会大纲》。1928年7月15日召开裁厘委员会成立大会，商定裁厘时间及抵补事项。1928年，國府公布《國內過境稅廢除條例》，廢止釐金中的過境稅約共5千萬元:382，為作彌補，中央同意地方政府徵收「營業稅」:383；同年劃定國地稅收方案中，釐金改作國家中央收入。但各省仍廣泛照收釐金:71，或在廢止釐金的同時，普遍新設許多苛捐雜稅:383。為了換取日本的同意，按照與日本達成的諒解，國府自1929年初實施新稅則，並規定在兩年內裁撤釐金。1931年1月1日，國府裁撤釐金和類似的捐稅。為了彌補裁釐的損失，政府於1931年初對棉紗、火柴、水泥等開徵貨物「統稅」。到1934年，隨著中央政府擴大控制範圍，各地釐金大致廢除:71。

## 制度

### 稅率與稅額
釐金稅率在各省之間甚至一省之內都不相同:155。各省釐金稅率，從1%至10%不等，稅率最高的是江西、浙江、福建三省，均達到10%，最低的是甘肅，只有1-2%。對於茶、糖、酒、煙、鴉片等類商品，還有許多特殊稅率:472。在江西和安徽，茶葉的釐金稅率頗低，江西為1.25%，安徽為0.2-1.3%:170。對於每100斤進口鴉片，除了徵收30兩白銀的正常關稅外，還要徵收80兩的消費稅，即所謂「洋藥釐金」:223。督撫不會隨意提高釐金稅率，以吸引商人支付釐金。政府官員明白到，釐金稅過高會適得其反，導致人們想方設法逃稅。由於在國際市場面臨日本茶和印度茶的競爭，茶葉出產大省的督撫被迫減少茶葉的釐金稅。清政府父母官的思想也影響了釐金收入，戶部在糧食歉收和飢荒的年份，經常減少甚至暫時取消針對米穀的釐金:222。
1870年至1895年間，每年釐金總收入穩定在1千4百萬至1千5百萬兩的水平，到1903年達到1千6百萬兩:222，到1908年增至2千1百餘萬兩:233。以1893年為例，釐金稅額最高的省份是江蘇省，佔全國比例17.8%，其次則是浙江省，佔12.3%:179、182。對國產鴉片抽收的釐金總額，1894年有220萬兩，統一徵收新的釐金後，1907年增至930萬兩。朝廷保留了370萬兩，其餘分配給各省:227。1920年代後期，全國釐金的收入約有7千萬元:382，也有估計多達8千萬至一億元:71。

### 架構
各省釐金總局名稱並不一致，有叫釐金局（廣西、山東、甘肅、四川、貴州）、牙釐局（江蘇、浙江、安徽、江西、雲南、湖北）、釐稅局（陝西、河南）、稅釐局（福建）、釐務局（廣東）、釐金鹽茶局（湖南）或籌餉局（山西）:411。一般而言，釐金總局下設釐局，釐局下設分局，分局下設分卡:412。各省釐金的徵收，一般由釐金委員組成的官僚來管理。釐金委員受薪，獨立於地方州縣，而布政使則協助督撫來監督釐金的徵收。充任委員的主要是候補官員（已具有為官資格，卻在等候職位空缺的人）:219，此外政府亦委任紳商執行抽釐:280。例如，在湖南管理釐金徵收的高級釐金委員，都是由巡撫任命的官員，而參與徵收的地方士紳，則是從湖南釐金總區準備好的候選人中挑選出來的，這些士紳也受薪，比較廉潔:219。1889年時湖南釐金總局人員，共計41人，委員佔15人，委紳佔26人:280。為了激勵釐金委員提高徵稅效率，督撫經常向戶部推薦表現良好的人員。例如，武昌釐廠委員李有棻接任後，每年所收釐金從過去三十餘年的年均二萬兩左右，倍增至45700餘兩，受湖廣總督和湖北巡撫聯名舉薦，以示獎勵:222。
對釐金徵收的監督頗有成效。在各省直接徵收釐金的官僚組織中，釐卡或釐局的委員，每月必須將當月賬簿連同所收的釐金，一起送到監管「專局」。匯總這些賬目後，監管「專局」於次月將賬簿送往釐金總局核查。釐金委員任期一般不能超過三年，他們的賬目還要接受下任稅務官員的審計（即所謂「交代」）:220。釐金徵收的離任交代審計有一定成效。如1863年，江西省政府發現經理江西釐金的廣東補用知州萬永熙故意低報了收入，私扣罰金，還操縱白銀與銅錢的比價以謀取私利，結果萬永熙被革職，勒限賠繳其非法所得。由於下屬和商人勾結而造成不足之數，釐金委員有時也要承擔責任。例如，離任交代審計顯示，廣東省後瀝廠隱漏驗照銀2千餘兩，儘管該漏稅是由司巡串同商人造成的，該釐卡委員廣東試用知縣丁墉仍被參處，並被勒令如數賠繳。上級官員也可以利用市場交易情況來評估徵釐的績效。例如1883年，產茶和銷路「均甚暢旺」:221，雲貴總督對思茅和普洱這兩個主要產茶區的茶釐收入下降表示懷疑，委派司局察核該釐局委員的簿記錄，發現其中飽私囊。如果同一批商品通過兩個釐局或釐卡，那麼一個站點有意漏稅會被另一個站點發現:222。

### 徵收
釐金是一種商品銷售稅:206，有行釐、坐釐及出產地釐金之別，具有徵商或通過稅的性質:282。坐釐即在銷售地市場中所繳納的落地稅:411，而在運輸途中或轉運他處出售的貨物會被徵稅，有時同一商品會被多次徵稅:206。外國商人或其代理，在持轉口證通過釐金局時，為免因檢查貨物與轉口證上記錄是否相符而帶來的長時間滯留，使自己能早能到達目的地，有時也會繳納釐金:410。釐金徵收的對象，有跨區貿易的大批發商或行會，也有小生產商或零售商，而督撫盯著的是前一批商人。例如，1858年6月，甘肅省下令煙草商在蘭州和靖遠這兩個當地主要種植區成立三個煙草行會，以便煙草釐金的徵收:219。
清政府嘗試在交通要道或商品產地徵收單一釐金:225。1862年，全國釐金稅務機關約有3,000處，稅卡最多的省份依次是雲南、浙江、江蘇三省:181-182。其後全國稅卡數目維持在2,500－30,00個，僅江蘇、浙江兩省稅卡就多達570個:160。官員往往在交通要道，向大批發商徵收釐金:219，對食鹽徵收釐金就是實施此法。清政府設立釐金徵收卡或釐金局，一般選擇以下三種地點：一．某一大宗商品包裝準備起程運輸的地點；二．貨物通過運輸渠道中的某些樞紐節點，特別是主要水路運輸的通衢要道；三．貨物到達市場，準備分銷給零售商之前存放的貨棧。大批發商的大宗商品較難隱藏起來以逃避官員檢查，批發商人也不常避開關鍵運輸路線，以免大幅提高成本:220。
戶部官員認識到，從產地或大型批發商徵收釐金，並減少過境釐金局卡的數量，可以簡化對釐金徵收的管理和監督。1885年初，戶部建議產茶省份倣效甘肅省，從種植地直接徵收茶葉釐金，並取消所有國入沿途的茶葉過境釐金。理由是，在貨物發運前徵收釐金，可以減少徵收中的監督成本。但主要產茶省份的督撫認為，這種做法在茶葉種植極為分散的省份不切實際。同樣地，一些廣東商人請求戶部准許他們在香港成立一家公司，以壟斷印度鴉片的進口，直隸總督李鴻章支持這項計劃，奏稱這將極大提高徵收進口鴉片釐金的效率。但因外國鴉片商人反對，清政府被迫放棄這一計劃。但官員都明白，對進口鴉片徵收釐金:223，在其整箱成批通過海關時徵收，遠比在其入境後分裝運往各地時徵收更為有效，故於1887年改由海關而非各省督撫來統一徵收進口鴉片的釐金:224。清政府對國產鴉片也統一徵收新的釐金，具體方式是，對通過運輸樞紐的鴉片總量徵收統一稅賦，分局每月向省內督辦送繳賬簿，然後每三個月向朝廷提交一次財務報告:227。
中央讓督撫根據各省情況，決定如何妥善徵收釐金。督撫往往直接監督釐金的徵收，無法監督時則會採取包稅制（即包繳或包辦），以獲得可靠釐金收入:217。因此徵收釐金的制度有兩種，一是官徵，一是商人包徵。而商人包徵，主要通過大商人或同業公會而實行:282。督撫直接徵稅往往比包稅更有成效。1861年，廣東省將10個行業的釐金徵收轉給包稅人，但那些包稅人信譽欠佳，勒索當地小商販，激起小商販的抵制，罷市和拒交釐金，並向地方政府請願，結果有6個行業的包稅人無法履行與政府簽訂的合同，有3處釐金徵收點則是由胥吏徵收釐金，不受官員監督。1962年，廣東省取代包稅制，在省會廣州設立了釐金總局，並從候補官員挑選委員到縣市集鎮去徵收釐金。政府直接徵收的釐金，佔廣東釐金的四份三左右，其餘針對小商販的釐金，則由富商包徵:218。由商人來徵收釐金時，因其與當地利益關聯，可能導致偷稅漏稅。例如，1880年直隸總督李鴻章任命官員代替天津的士紳來徵收釐金後，年稅收從2萬兩急增至6萬兩:219。即使存在針對小商品的釐金包稅合同，督撫在接到戶部要求直接徵收的命令後，也可以終止合同，改為直接徵稅。例如，為了協助湖廣總督張之洞在福建恢復售賣廣東生產的食鹽，1887年閩浙總督楊昌浚不再與福建食鹽釐金包稅商續簽合同，而福建省的該項收入則由廣東省提供。在釐金的徵收中，包稅制原不佔主導地位，1894年以後則有所增加:218。
商人可以通過提高零售價格，把釐金負擔轉嫁給消費者，故很少抵制釐金徵收:220。有些中國商人會掛靠外商，以支付「子口稅」這附加關稅的方法來逃避釐金:222。比較而言，北方由於地形平坦，四通八達，偷漏稅較容易，而山陝雲貴諸省山區最是方便逃稅:169。

## 利弊
對釐金的抨擊自始就出現，批評理由是釐金徵取缺乏監督，鼓勵貪污中飽:206。有言釐金徵收效率低下，偷稅現象猖獗:160。釐金亦被視為腐敗的根源，因為抽釐會引起敲榨勒索:71。抽稅設關之初，徵收頗為混亂，1861年御史陳廷經指出，各地所謂抽釐就是抽分抽錢，不分城市鄉村，不分行商坐賈、資本厚薄，甚至連行人金眷隨身攜帶盤川、包裹都遭敲詐:166-167。釐卡中的官吏有些有半公半私的行為，私自進行交易:62。也有地方土豪私立局卡，苛索商旅:282。軍閥時期，釐金為地方軍閥提供財源，使其財政獨立。釐金又被認為扼殺了資本主義乃至國民經濟的發展:207，釐金稅對商人來說負擔過於沉重，阻礙了商品的流通:408，導致商品的滯銷，影響工人和靠副業彌補家計的農民。廣東的綢行工人，即曾以抽釐而蒙受損失，罷工抗釐:283。釐金對本國商品的壓迫，尤較洋貨為重（外商支付2.5%的關稅後，商品可以免付釐金）:285。在西方列強尤其是英國眼中，釐金亦有礙自由貿易:170-171。
釐金稅其實對地方財源來說是必要的:407，對淮軍、北洋海軍，甚至對清朝國防來說都極為重要:166。抽釐可以彌補清政府的財政赤字，籌措軍費，減少對農民的榨取:276。晚清時，農業負擔已太重，釐金可以促使商人為軍費開支作出應有貢獻，若不收釐金，那只有增加土地稅，導致農民不勝負荷。在1931年釐金取消後，土地附加稅的確有所劇增:207-208。釐金稅又是清政府試圖維新變革，進行近代化的努力中的重要一環，代表了晚清努力擴展其稅收基礎，企圖建立現代國家:160、208。